# Capture de données d'écran
La capture de données d’écran (screen scraping en anglais) est une technique par laquelle un programme récupère des données normalement destinées à être affichées par un dispositif de sortie vidéo (généralement un moniteur) afin d’en extraire des informations.
Il s’agit souvent de pages web dans lesquelles on souhaite récupérer des informations, mais il peut également s’agir de toute autre forme d’informations qui est formatée avant tout en vue d’être affichée sur un écran. Il peut également s’agir d’informations destinées à un terminal texte, ou encore d’un écran de téléphone cellulaire sur lequel les informations peuvent être analysées après y avoir été affichées par une autre application.